# Île du Milieu (Doubs)
Pour l'île australienne éponyme, voir Île du Milieu.
L'île du Milieu est une île du Doubs, sur le territoire de Goumois en France et en Suisse.